# Aplidium macrolobatum
Aplidium macrolobatum är en sjöpungsart som beskrevs av Kott 1992. Aplidium macrolobatum ingår i släktet Aplidium och familjen klumpsjöpungar. Inga underarter finns listade i Catalogue of Life.